# Gallitzin-Tunnels
Die Gallitzin-Tunnels sind drei historische Eisenbahntunnel der Bahnstrecke Pittsburgh–Harrisburg durch einen Hügel am Gebirgskamm der Allegheny Mountains in Pennsylvania. Sie bestehen aus dem inzwischen aufgegebenen Gallitzin-Tunnel, dem parallel verlaufenden Allegheny-Tunnel und dem weiter südlich gelegenen, kürzeren New-Portage-Tunnel. Alle drei Tunnel verlaufen unter dem Ort Tunnelhill und werden heute von der Bahngesellschaft Norfolk Southern betrieben. An ihrem Westende im Ort Gallitzin sind für Besucher ein Park und ein Museum eingerichtet.

## Allegheny-Tunnel

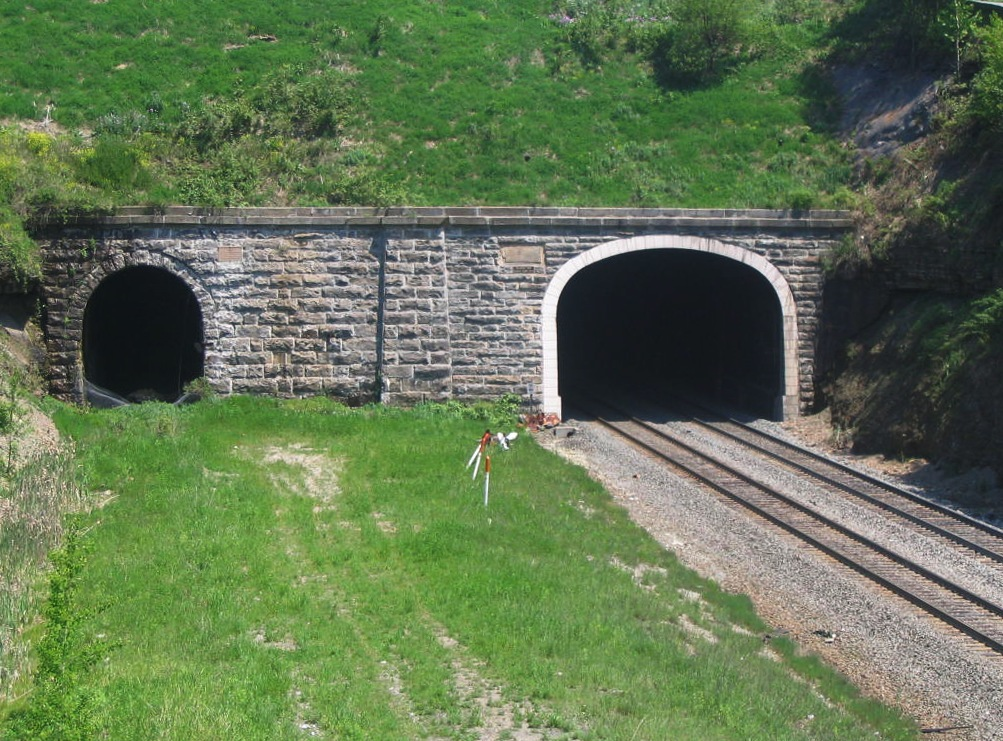
Gallitzin Tunnel und Allegheny Tunnel 2006

Der Allegheny Tunnel ist heute zweigleisig und knapp 1099 m (3605 ft) lang. Er wurde ab 1850 von der Pennsylvania Railroad für die neue von Altoona via Horseshoe Curve kommende Bahnstrecke erbaut und 1854 eröffnet. Mehr als dreihundert Arbeiter waren mit seinem Bau unter der Leitung von Herman Haupt beschäftigt. Der Tunnel wurde lange Zeit wenig verändert, bis Conrail ihn 1994–1995 entscheidend umbaute. Es erfolgte eine Erweiterung auf zwei Gleise, zudem wurde der Unterbau etwas abgesenkt, damit heute auch doppelstöckige Containertragwagen den Tunnel passieren können.

## Gallitzin-Tunnel
Der Gallitzin Tunnel ist das jüngste der drei Bauwerke. Er wurde 1902 begonnen und 1904 eröffnet. Er ist gleich lang wie der Allegheny Tunnel und verläuft parallel. Nach dem Umbau dieses Tunnels wurde der Gallitzin Tunnel außer Betrieb genommen und die Schienen wurden entfernt. 

## New-Portage-Tunnel
Dieser Tunnel liegt südlicher (Westportal bei 40° 28′ 38,3″ N, 78° 32′ 41,3″ W, Ostportal bei 40° 28′ 40,8″ N, 78° 32′ 20,1″ W), etwas höher und ist mit 496,5 Metern (1629 ft) deutlich kürzer als die beiden anderen. Er wurde ab 1850 von der dem Staat Pennsylvania gehörenden New Portage Railroad gebaut, welche wegen der konkurrierenden neuen Strecke der Pennsylvania Railroad eine Alternativroute für die alte Allegheny Portage Railroad benötigte. Aber schon bald nach Eröffnung der Linie durch den New Portage Tunnel und via Muleshoe Curve nach Duncansville im Jahr 1865 kaufte die Pennsylvania Railroad die Strecke und baute einen Großteil wieder ab. Der Tunnel selbst wurde Ende der 1890er auf zwei Spuren erweitert und für den ostwärts führenden Verkehr genutzt. In den 1980ern baute Conrail ein Gleis ab und verlegte das verbliebene in die Mitte des Tunnels, so dass auch der New Portage Tunnel Doppelstock-Containertragwagen aufnehmen kann. Er wird vorwiegend für den ostwärts führenden Verkehr genutzt.